# Глинянские ворота
Глиня́нские воро́та (Глинянская брама) — памятник оборонной архитектуры позднего ренессанса во Львове (Украина), часть фортификаций в комплексе бернардинского монастыря. Находится на площади Мытной. 

## Описание
Памятник представляет собой наиболее сохранившийся фрагмент старинных фортификаций Львова. От башни начинался Глинянский тракт.
Въездные Глинянские ворота были построены в первой трети XVII века. Башню возвели в 1618 году под руководством инженера Ф. Гетканта.

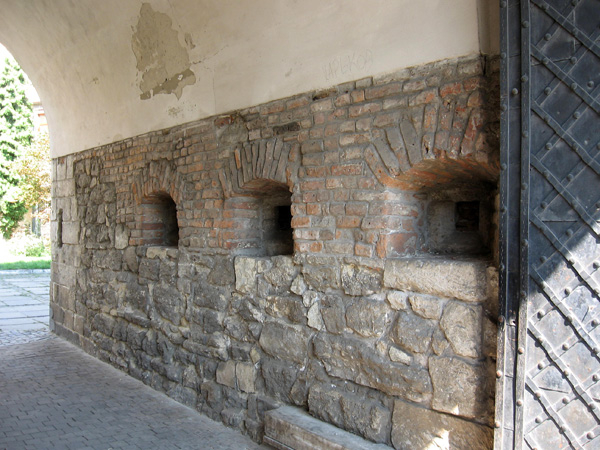
Бойницы Глинянской брамы

Глинянская брама представляет собой одну из ярких доминант в старой части Львова. В западной части, вместе с монастырскими стенами, стена глинянской брамы создает большой замкнутый двор в форме треугольника. Сооружение построено из камня и кирпича, расположено на оси север-юг, в верхней части устроены бойницы. Центр стены акцентирован квадратной в плане башней с арочным проездом. Перед стеной реконструирован древний ров. С противоположной, западной стороны стены реконструированы деревянные галереи.
В 1976—1977 годах была проведена реконструкция под руководством архитекторов А. Новакивского и К. Присяжного.
В стене и башне находятся помещения института «Укрзападпроектреставрация», а в северо-западной части — администрация Львовского историко-культурного заповедника.
В планах на 2018 год обновить пространство под Глинянской воротами, а именно ров под воротами, имитирующий оборонительное сооружение, планируют залить водой и обустроить очень плоский фонтан, а на пешеходном пространстве должны улучшить условия для пешеходов. В мае 2018 года уже отремонтирован деревянный мостик у ворот Глинянской башни, который ведет из Бернардинского дворика к Мытной площади.